# جونينيو (لاعب كرة قدم مواليد 1984)
جونينيو (بالبرتغالية: Wilson Aparecido Xavier Júnior‏) هو لاعب كرة قدم برازيلي في مركز الوسط، ولد في 15 مارس 1984 في أرابونغاس في البرازيل. لعب مع كييفو فيرونا ونادي باكو ونادي دومجاله ونادي فلومينينسي ونادي فيغورينسي.

## وصلات خارجية
- جونينيو (لاعب كرة قدم مواليد 1984) على موقع قاعدة بيانات كرة القدم.إي يو (الإنجليزية)
- جونينيو (لاعب كرة قدم مواليد 1984) على موقع Soccerway.com (الإنجليزية)
- جونينيو (لاعب كرة قدم مواليد 1984) على موقع عالم كرة القدم.نت (الإنجليزية)